# Бендіна (Канзас)
Бендіна (англ. Bendena) — переписна місцевість (CDP) в США, в окрузі Доніфан штату Канзас. Населення — 117 осіб (2010).

## Географія
Бендіна розташована за координатами 39°44′37″ пн. ш. 95°10′52″ зх. д. / 39.74361° пн. ш. 95.18111° зх. д. (39.743541, -95.181057).  За даними Бюро перепису населення США в 2010 році переписна місцевість мала площу 3,96 км², уся площа — суходіл.

## Демографія
Згідно з переписом 2010 року, у переписній місцевості мешкало 117 осіб у 49 домогосподарствах у складі 35 родин. Густота населення становила 30 осіб/км².  Було 59 помешкань (15/км²).
Расовий склад населення:
| - 98,3 % — білих |

До двох чи більше рас належало 1,7 %. Частка іспаномовних становила 0,0 % від усіх жителів.
За віковим діапазоном населення розподілялося таким чином: 23,1 % — особи молодші 18 років, 56,4 % — особи у віці 18—64 років, 20,5 % — особи у віці 65 років та старші. Медіана віку мешканця становила 47,3 року. На 100 осіб жіночої статі у переписній місцевості припадало 80,0 чоловіків;  на 100 жінок у віці від 18 років та старших — 76,5 чоловіків також старших 18 років.
За межею бідності перебувало 4,3 % осіб, у тому числі 0,0 % дітей у віці до 18 років та 11,5 % осіб у віці 65 років та старших.
Цивільне працевлаштоване населення становило 37 осіб. Основні галузі зайнятості: освіта, охорона здоров'я та соціальна допомога — 40,5 %, транспорт — 13,5 %, науковці, спеціалісти, менеджери — 13,5 %.